# Selección de fútbol playa de Guadalupe
La Selección de fútbol playa de Guadalupe es el equipo que representa al Territorio de ultramar de Francia en el Campeonato de Fútbol Playa de Concacaf; y es controlada por la Liga Guadalupense de Fútbol.
Es el primer equipo de Concacaf que no pertenece a la FIFA en participar en el Campeonato de Fútbol Playa de Concacaf.

## Estadísticas

### Campeonato de Fútbol Playa de Concacaf
| Campeonato de Fútbol Playa de Concacaf | Campeonato de Fútbol Playa de Concacaf | Campeonato de Fútbol Playa de Concacaf | Campeonato de Fútbol Playa de Concacaf | Campeonato de Fútbol Playa de Concacaf | Campeonato de Fútbol Playa de Concacaf | Campeonato de Fútbol Playa de Concacaf | Campeonato de Fútbol Playa de Concacaf |
| Año                                    | Ronda                                  | J                                      | G                                      | G+                                     | P                                      | GF                                     | GC                                     |
| -------------------------------------- | -------------------------------------- | -------------------------------------- | -------------------------------------- | -------------------------------------- | -------------------------------------- | -------------------------------------- | -------------------------------------- |
| 2006 - 2013                            | No participó                           | No participó                           | No participó                           | No participó                           | No participó                           | No participó                           | No participó                           |
| 2015                                   | Fase de grupos                         | 3                                      | 1                                      | 0                                      | 2                                      | 14                                     | 19                                     |
| 2017                                   | Cuarto lugar                           | 6                                      | 3                                      | 0                                      | 3                                      | 18                                     | 29                                     |
| 2019                                   | Cuartos de final                       | 4                                      | 1                                      | 1                                      | 2                                      | 12                                     | 22                                     |
| 2021                                   | Se retiró                              | Se retiró                              | Se retiró                              | Se retiró                              | Se retiró                              | Se retiró                              | Se retiró                              |
| 2023                                   | Fase de grupos                         | 3                                      | 0                                      | 0                                      | 3                                      | 9                                      | 23                                     |
| 2025                                   | No participó                           | No participó                           | No participó                           | No participó                           | No participó                           | No participó                           | No participó                           |
| Total                                  | 4/11                                   | 16                                     | 5                                      | 1                                      | 10                                     | 53                                     | 93                                     |